# TN23
Todo Noticias 23, o simplemente TN23 es un canal de televisión abierta guatemalteco, que fue fundado en 2010 con el nombre de Albanoticias y es propiedad de Albavisión y operado por Chapín TV junto con los canales 3, 7, 11 y 13.

## Historia
En 2010, comenzó con sus transmisiones bajo el nombre de Albanoticias, a través del canal 37, el cual inicialmente retransmitía los noticieros de sus canales hermanos, como Telediario, Noti7 y Telecentro 13 (hoy T13 Noticias) a su vez contaba con espacios informativos propios, únicamente de lunes a viernes. Los fines de semana, la señal retransmitía el canal A Toda Música (hoy Regional Music Television) para llenar espacio de transmisión.
En 2011, siguiendo con la misma temática, Albanoticias emigró del canal 37 al 43. Finalmente, el 1 de marzo de 2012 pasa definitivamente al canal 23 y toma como nombre TN23. Posteriormente, su programación se enfoca únicamente en informativos, con emisiones en vivo los fines de semana y retransmisiones de noticieros de Univision.
En 2016, el canal junto con sus hermanos Canal 3, Televisiete, Teleonce y Trecevisión estuvieron involucrados en el escándalo político denominado «Cooptación del Estado». A partir de ese mismo año, en la creación de la Red de Noticias Albavisión (RNA), TN23 pasó a pertenecer a dicha red periodística, conformada por los equipos periodísticos de los canales de Albavisión a nivel latinoamericano.
En 2022, TN23 comienza sus transmisiones a través de la plataforma Vix de TelevisaUnivision en el canal 130.

### Expansión a México
El 23 de febrero de 2022, el Instituto Federal de Telecomunicaciones, la autoridad de radiodifusión en México, otorgó a las concesionarias de Albavisión México, el acceso a la multiprogramación (permiso para transmitir en subcanales digitales) a la red de estaciones de Canal 13 para transmitir TN23. Albavisión obtuvo la postergación de la fecha de inicio de transmisiones del canal el día 23 de marzo de 2022, por lo que el inicio de las transmisiones del canal se dio hasta el 16 de julio de 2022 a través de 17 estaciones a lo largo de la República Mexicana. Aunado a esto, desde el 3 de octubre de 2022 a las 15:00, inició la versión local de TN23 para México, con espacios informativos locales para el mismo país. 
Sin embargo, el 5 de septiembre de 2023, se anunció el cese de operaciones de TN23 México, saliendo del aire a la medianoche del 6 de septiembre, desautorizando días después la multiprogramación a la IFT, desactivando así su frecuencia.

## Eslóganes
- 2012-presente: Todo Noticias, las 24 horas
- 2024-presente: Algo está pasando (alterno)